# شب تاریکی بود ( فیلم ۲۰۱۸)
شب تاریکی بود (به انگلیسی: Dark Was the Night) فیلمی محصول سال ۲۰۱۸ و به کارگردانی جاشوآ لنرد است. در این فیلم بازیگرانی همچون مریسا تومی، چارلی پلامر، تیموتی اولفینت، میری انوس، امیلی رابینسون، سکینه جعفری و دیوید کال ایفای نقش کرده‌اند.